# Плотность потока
Пло́тность пото́ка — вектор, сонаправленный со скоростью {\displaystyle {\vec {v}}} переноса рассматриваемой скалярной величины {\displaystyle f} в данной точке пространства и характеризующий количество этой величины, которое проходит за единицу времени через единичную площадку, содержащую данную точку и ортогональную {\displaystyle {\vec {v}}}. Находится как 
{\displaystyle {\vec {F}}={\frac {df}{dA\,dt}}\cdot {\frac {\vec {v}}{v}}=\rho _{f}\,{\vec {v}}},
где {\displaystyle dA} — элемент площади, {\displaystyle t} — время, {\displaystyle \rho _{f}=df/dV} ({\displaystyle dV} — элемент объёма). Термин используется во многих разделах физики, в частности, в гидроаэродинамике, в анализе явлений переноса при теплообмене, массообмене и в электродинамике. Может рассматриваться перенос массы, заряда, энергии, спина и других величин.
В СИ плотность потока имеет размерность переносимой величины {\displaystyle f}, делённой на квадратный метр и на секунду. Скажем, если речь идёт о переносе массы, то {\displaystyle f} — это масса {\displaystyle M}, тогда {\displaystyle \rho _{f}} измеряется в кг/м3, а плотность потока обретает размерность кг/м2/с. Установившегося буквенного обозначения для плотности потока нет.
Нередко перенос величины осуществляется или может считаться осуществляющимся дискретными «носителями», например молекулами, каждый из который даёт вклад {\displaystyle f_{i}} и движется со скоростью {\displaystyle {\vec {v}}_{i}}. Плотность потока в заданной точке при этом вычисляется как
{\displaystyle {\vec {F}}={\frac {d}{dV}}\sum _{i=1}^{N}f_{i}\,{\vec {v}}_{i}=f_{one}n\,{\vec {v}}},
где {\displaystyle dV} — малый объём, содержащий рассматриваемую точку. Здесь {\displaystyle f_{one}=<f_{i}>} — среднее значение вклада носителя, а в качестве скорости подставляется величина {\displaystyle {\vec {v}}=<f_{i}\,{\vec {v}}_{i}>/f_{one}}. Через {\displaystyle n} (м-3; {\displaystyle n=dN/dV}, где {\displaystyle N} — число частиц в объёме) обозначена концентрация носителей. Эквивалентность приведённых выражений для {\displaystyle {\vec {F}}} обеспечивается тем, что {\displaystyle \rho _{f}=f_{one}n}. При наличии нескольких «сортов» частиц, несущих вклад {\displaystyle f_{one,s}} и имеющих среднюю скорость {\displaystyle {\vec {v}}_{s}} будет
{\displaystyle {\vec {F}}=\sum _{s}{\frac {f_{one,s}dN_{s}}{dA\,dt}}\cdot {\frac {{\vec {v}}_{s}}{v_{s}}}=\sum _{s}f_{one,s}\,n_{s}{\vec {v}}_{s}},
где символом {\displaystyle s} нумеруются сорта. В простейшей ситуации наличествует только один сорт и нет суммирования. Пример конкретизации выписанных формул даёт выражение для плотности тока {\displaystyle {\vec {j}}=qn{\vec {v}}} (переносимая величина — электрический заряд, заряд одного носителя составляет {\displaystyle q}); здесь {\displaystyle {\vec {j}}} соответствует {\displaystyle {\vec {F}}}, а {\displaystyle q=f_{one}}.
Интеграл плотности потока по некоторой поверхности {\displaystyle \Phi =\int _{S}{\vec {F}}\cdot d{\vec {S}}} носит название потока.
Модуль интеграла плотности потока по некоторому промежутку времени {\displaystyle \left|\int _{0}^{T}{\vec {F}}\,\mathrm {d} t\right|} называется флюенсом. 
Если перенос происходит в плоскости, то есть анализируется двумерная система, можно ввести "одномерную" (в единицах {\displaystyle f}, делённых на метр и на секунду) плотность потока {\displaystyle {\vec {F}}=df/dL/dt\,\,{\vec {v}}/v}.